# Ka-25 (航空機)
Ка-25
1970年1月、モスクワ上空のKa-25
- 用途：哨戒・対潜・掃海・救難
- 分類：哨戒ヘリコプター
- 設計者：ニコラーイ・イーリイチ・カーモフ
- 製造者：カモフ設計局
- 運用者

-  ロシア
-  ウクライナ
-  インド
-  シリア
-  ベトナム
-  ユーゴスラビア

- 初飛行：1961年
- 運用状況：現役

Ka-25（カモフ25, ロシア語: Ка-25）は、ソビエト連邦のカモフ設計局で開発されたヘリコプター。NATOコードネームは、ホーモン（Hormone）。
Hormoneとは「ホルモン」の英語読みである。

## 概要
同軸反転式ローターが特徴的なヘリコプターであり、西側ではリンクス、ワスプ、SH-2といった、小型の哨戒ヘリコプターに相当する。今日では、その役割をKa-27 ヘリックスによって更新されつつある。

## 性能・主要諸元
- 乗員：2名（最大14名）
- 主回転翼直径：15.7m
- 全長：9.7m
- 全高：5.4m
- 超過禁止速度：220km
- 航続距離：400km

## 派生型
Ka-25PL/Ka-25BSh
対潜型。NATOコードネームは"ホーモンA"。レーダー、ディッピングソナー、曳航MAD装備。対潜魚雷、もしくは核爆雷/通常爆雷を搭載できる。
Ka-25T
対艦ミサイル誘導型。NATOコードネームは"ホーモンB"。搭載したレーダーで対艦ミサイル発射母体から水平線を越える照準を担当する。
Ka-25PS
救難型。NATOコードネームは"ホーモンC"。
Ka-25BShZ
掃海型。
Ka-25F
攻撃ヘリコプターとしての提案型。
Ka-25V
民間型。貨物吊り下げ用装置装備。試作のみ。
Ka-25TL/TI/IV
ミサイル追跡型。